# Palato
O palato (ou céu da boca) é o teto da boca dos animais vertebrados, incluindo os humanos. Ele separa a cavidade oral da cavidade nasal. O palato é dividido em duas partes, a parte óssea anterior ("palato duro") e a parte mole posterior ("palato mole" ou "véu palatino").

## Histologia
O palato tem uma parte dura, onde se joga o alimento e tem uma parte mole. Tem um osso que o separa das fossas nasais. Além disso, palato mole tem uma estrutura de tecido conjuntivo e tecido muscular e uma estrutura que é glândula salivar. Na parte oral do palato mole, há riqueza de glândula salivar. No palato mole pode haver botões gustativos.
O palato duro tem epitélio, um tecido conjuntivo denso mas não tem glândula salivar. Na base desse palato não vai haver conjuntivo. Na gengiva próxima ao dente incisivo também não tem. O palato duro humano é descamativo.
Na boca existe melanócito na camada germinativa. E é ele que dará cor à mucosa, de acordo com a raça do indivíduo a essa mucosa.  O melanócito tem um corpo celular pequeno, com muitas expansões que tocam todas as outras células em volta. Uma pequena quantidade de melanócitos é suficiente para se envolver com todas as células.  As camadas basal e espinhosa estão cheias de expansões de melanócitos.
No citoplasma do melanócito há uma estrutura, o melanossoma, que segue pelas expansões do melanócito e cai dentro das outras células. Os melanócitos estão situados basicamente na camada germinativa, mas suas expansões chegam até a camada espinhosa.
A célula de Langher é uma célula envolvida com a sensibilidade. Alguns animais têm muito mais dessas células e botões gustativos do que os humanos, o que explica a maior sensibilidade na boca. Além disso, eles têm no cérebro uma qualificação para isso.
As células de Langher estão envolvidas com sensibilidade táctil, sensibilidade térmica. Isso faz uma diferença. O carnívoro, quanto mais sensibilidade ele tiver na boca, mas qualificado é o processo alimentar. Elas estão no epitélio de toda a mucosa bucal, na camada germinativa, na camada espinhosa e até expansões chegando à camada granulosa.
A célula de Mephew é também uma célula também envolvida em processos requintados da boca. Ela entra no processo em que o macrófago vem fagocitar alguma coisa, ela entra quando há uma lesão na boca, gerando a produção de novo tecido. Ela se envolve com todo o processo imunitário. 
A boca termina com a úvula, que é onde o epitélio da boca se transforma no epitélio respiratório. Na gengiva, tem um conjuntivo denso rico em colágeno além de queratina.